# حصارچه بالا
حصارچه، روستایی از توابع بخش جرگلان شهرستان راز و جرگلان در استان خراسان شمالی ایران است.

## جمعیت
این روستا در دهستان حصارچه قرار دارد و براساس سرشماری مرکز آمار ایران در سال ۱۳۸۵، جمعیت آن ۸۳۱ نفر (۱۹۷خانوار) بوده‌است.